# Ellingstedt
Ellingstedt (dänisch: Ellingsted) ist eine Gemeinde im Kreis Schleswig-Flensburg in Schleswig-Holstein.

## Geografie

### Geografische Lage
Das Gemeindegebiet von Ellingstedt erstreckt sich im Naturraum Schleswiger Vorgeest etwa 13 km westsüdwestlich von Schleswig zwischen der Silberstedter Au im Norden und Teilen der Rheider Au im Süden. Beide Fließgewässer sind linke Zuflüsse der Treene.

### Gemeindegliederung
Die Gemeinde Ellingstedt besteht siedlungsgeografisch aus mehreren Wohnplätzen. Neben dem namenstiftenden Dorf befinden sich ebenfalls die Häusergruppen Busholm, Morgenstern, Rott und Schellund (dänisch Skellund), sowie die Hof/Höfesiedlungen Aussiedlung, Beek (dänisch Ellingsted Bæk), Bockhöft (dänisch Boghoved) und Nord im Gemeindegebiet.

### Nachbargemeinden
Benachbarte Gemeindegebiete von Ellingstedt sind:
| Treia        | Silberstedt                                 | Schuby, Hüsby |
| Hollingstedt | Kompassrose, die auf Nachbargemeinden zeigt |               |
|              | Groß Rheide                                 | Dannewerk     |

## Geschichte
Das Dorf liegt am Margarethenwall, einem Teil des Danewerks, und wurde 934 erstmals erwähnt. Der Ortsname setzt sich aus dem Personennamen Elli oder Erling (Elling) und dem altdänischen stath zusammen.
Archäologische Funde aus der Wikingerzeit an der Rheider Au seit dem Herbst 2013 belegen, dass eine heute sumpfige Niederung vom 8. bis 9./10. Jahrhundert besiedelt war. Möglicherweise handelte es sich bei den gefundenen Gebäuden um eine Raststation zwischen Haithabu und Hollingstedt.
Bis zum  29. Dezember 1869 hatte Ellingstedt Anschluss an den Bahnverkehr auf der Bahnstrecke Oster-Ohrstedt–Klosterkrug–Rendsburg.
Zwischen 1958 und 1977 wurde die Gemeinde zwölfmal im Rahmen des Wettbewerbs „Unser Dorf soll schöner werden“ ausgezeichnet. Bis zum 31. Dezember 2007 gehörte Ellingstedt zum aufgelösten Amt Silberstedt.

## Politik

### Bürgermeister
Ehrenamtlicher Bürgermeister ist seit der Kommunalwahl 2023 der pensionierte Soldat Thomas Wolff (geb. 1961) als Nachfolger der ehrenamtlichen Bürgermeisterin Petra Bargheer-Nielsen (2008–2023), die nicht mehr zur Wahl antrat.

### Gemeindevertretung
Bei der Kommunalwahl am 14. Mai 2023 wurden insgesamt neun Sitze vergeben. Diese fielen erneut alle an die Allgemeine Wählergemeinschaft Ellingstedt. Die Wahlbeteiligung betrug 57,5 %.

### Wappen
Blasonierung: „Geteilt von Gold und Blau. Oben ein grünes Erlenblatt zwischen einem grünen Fruchtstand rechts und einem grünen Blütenstand links, unten eine schreitende silberne Ente mit goldenem Schnabel und roten Füßen.“
Die Figuren des Gemeindewappens, Erle und Ente, beziehen sich beide auf den Namen der Gemeinde. Die Wahl der Figur für die obere Hälfte des Wappens stützt sich auf die niederdeutsche (Eller, Ellerboom) und dänische (el, elle) Bezeichnungsform der Erle, die der unteren nimmt die von Pastor J. R. F. Augustiny aus Hollingstedt 1852 in seiner Chronik des Kirchspiels Hollingstedt vorgeschlagene Ableitung des Ortsnamens von „Elling“ oder „Alling“ als dänische Bezeichnung für kleine Ente auf. Wildenten waren den Nachrichten des Chronisten zufolge an der das Gemeindegebiet berührenden Rheider Au als Brutvögel sehr verbreitet. Die Erle ist noch heute die für die Gemeinde typische Baumart, die nicht nur im Niederungsgebiet der Rheider Au häufig anzutreffen ist, sondern neuerdings auch als Knickbepflanzung weitgehend Verwendung gefunden hat.

## Wirtschaft und Verkehr
Die Wirtschaft im Gemeindegebiet wird überwiegend von der Urproduktion der Landwirtschaft geprägt.
Die Systemgastronomiekette Gosch Sylt betreibt in Ellingstedt ihren zentralen Veredelungsbetrieb.
Nördlich der Gemeinde verläuft die Bundesstraße 201 von Kappeln nach Husum. Die Dorflage wird über die schleswig-flensburger Kreisstraße 23 erreicht, die im Ortsteil Jägerkrug von Schuby in südlicher Richtung abzweigt. Südlich der Dorflage passiert die Kreisstraße 39 in Ost-West-Richtung das Gemeindegebiet.

## Vereine
Neben einer Freiwilligen Feuerwehr und dem Sportverein gibt es in Ellingstedt auch eine Schützengilde, einen Frauenchor, eine Theatergruppe und die Arbeitsgruppe „Ellingstedt-damals“. Das Deutsche Rote Kreuz (DRK) ist ebenfalls im Ort aktiv vertreten.